# Podsavezna nogometna liga Našice 1962./63.
Podsavezna nogometna liga Našice (također i kao Liga Nogometnog podsaveza Našice) je bila liga četvrtog stupnja nogometnog prvenstva Jugoslavije u sezoni 1962./63. Sudjelovalo je 9 klubova, a prvak je bilo "Jedinstvo" iz Donjeg Miholjca.  

## Ljestvica
| mj. | klub                     | ut. | pob. | ner. | por. | gol+ | gol- | bod |
| --- | ------------------------ | --- | ---- | ---- | ---- | ---- | ---- | --- |
| 1.  | Jedinstvo Donji Miholjac | 16  | 12   | 2    | 2    | 51   | 15   | 26  |
| 2.  | Papuk Orahovica          | 16  | 11   | 3    | 2    | 45   | 15   | 25  |
| 3.  | Polet Markovac Našički   | 16  | 8    | 3    | 5    | 30   | 30   | 19  |
| 4.  | FEŠK Feričanci           | 16  | 7    | 3    | 6    | 36   | 34   | 17  |
| 5.  | Mladost Črnkovci         | 16  | 7    | 0    | 9    | 39   | 37   | 14  |
| 6.  | Graničar Šljivoševci     | 16  | 6    | 1    | 9    | 28   | 45   | 13  |
| 7.  | NAŠK Našice              | 16  | 4    | 4    | 8    | 31   | 30   | 12  |
| 8.  | Seljak Koška             | 16  | 4    | 3    | 9    | 25   | 43   | 11  |
| 9.  | Radnik Velimirovac       | 16  | 2    | 3    | 11   | 21   | 57   | 7   |

## Rezultatska križaljka
| kratica | klub                     | FEŠK | GRA | JED | MLA | NAŠK | PAP | POL | RAD | SELJ |
| --- | ------------------------ | ---- | --- | --- | --- | ---- | --- | --- | --- | ---- |
| FEŠK | FEŠK Feričanci           |      |     |     |     |      |     |     |     |      |
| GRA | Graničar Šljivoševci     |      |     |     |     |      |     |     |     |      |
| JED | Jedinstvo Donji Miholjac |      |     |     |     |      |     |     |     |      |
| MLA | Mladost Črnkovci         |      |     |     |     |      |     |     |     |      |
| NAŠK | NAŠK Našice              |      |     |     |     |      |     |     |     |      |
| PAP | Papuk Orahovica          |      |     |     |     |      |     |     |     |      |
| POL | Polet Markovac Našički   |      |     |     |     |      |     |     |     |      |
| RAD | Radnik Velimirovac       |      |     |     |     |      |     |     |     |      |
| SELJ | Seljak Koška             |      |     |     |     |      |     |     |     |      |
| |                          |      |     |     |     |      |     |     |     |      |
| podebljan rezultat - utakmice od 1. do 9. kola (1. utakmica između klubova) rezultat normalne debljine - utakmice od 10. do 18. kola (2. utakmica između klubova) rezultat nakošen - nije vidljiv redoslijed odigravanja međusobnih utakmica iz dostupnih izvora rezultat smanjen * - iz dostupnih izvora nije uočljiv domaćin susreta prekrižen rezultat - poništena ili brisana utakmica p - utakmica prekinuta 3:0 p.f. / 0:3 p.f. - rezultat 3:0 bez borbe |                          |      |     |     |     |      |     |     |     |      |

 Izvori:

## Unutrašnje poveznice
- Slavonska zona 1962./63.